# Карабаш (городское поселение)
Городско́е поселе́ние посёлок городского типа Карабаш — муниципальное образование в Бугульминском районе Татарстана Российской Федерации.
Административный центр — пгт Карабаш.

## История
Статус и границы городского поселения установлены Законом Республики Татарстан от 31 января 2005 года № 18-ЗРТ «Об установлении границ территорий и статусе муниципального образования "Бугульминский муниципальный район" и муниципальных образований в его составе».

## Население
| 2010  | 2011  | 2012  | 2013  | 2014  | 2015  | 2016  |
| ----- | ----- | ----- | ----- | ----- | ----- | ----- |
| 5190  | →5190 | ↘5158 | ↗5164 | ↘5153 | ↘5121 | ↘5064 |
| 2017  | 2018  | 2021  |       |       |       |       |
| ↘5054 | ↘5035 | ↘4860 |       |       |       |       |

## Состав городского поселения
| № | Населённый пункт | Тип населённого пункта      | Население |
| - | ---------------- | --------------------------- | --------- |
| 1 | Иркен            | деревня                     | ↘149      |
| 2 | Карабаш          | пгт, административный центр | ↘4704     |